# Nemanja Kojić (piłkarz)
Nemanja Kojić (cyr. Heмaњa Kojић; ur. 3 lutego 1990 w Loznicy) – serbski piłkarz występujący na pozycji napastnika. Od 2015 jest zawodnikiem Gaziantep BB.
Jest wychowankiem Radu Belgrad. W pierwszej drużynie tego klubu występował w latach 2010–2013. 2 lutego 2013 został piłkarzem Partizana Belgrad.